# يونوت دراغومير
يونوت دراغومير (بالرومانية: Ionuț Dragomir)‏ هو لاعب كرة قدم روماني في مركز الدفاع، ولد في 4 يوليو 1974 في بوخارست في رومانيا. لعب مع سي إس باندوري تارغو جيو ونادي أوتسيلول غالاتسي ونادي بترولول بلويشتي ويو تي أي أراد ويونيفرسيتاتيا كرايوفا.